# Política (revista de México)
La revista Política; Quince días de México y del Mundo, más conocida simplemente como Política fue una revista de temas políticos nacionales e internacionales, fundada por Manuel Marcué Pardiñas (director general y dueño de editorial) y por el politólogo Jorge Carrión (1913-2005), que se publicó en México de mayo de 1960 a julio de 1967 de manera quincenal.
Antecedentes de esta revista son Problemas de Latinoamérica (1953) y Problemas de México (1958). 
La revista funcionó con una línea editorial evidente: Denunciar intransigentemente toda injusticia; defender a los oprimidos y explotados de sus opresores y explotadores.
La revista Política fue una publicación enlazada al movimiento por la paz, por lo que algunos académicos la relacionan con el Movimiento de Liberación Nacional , con el  Frente Electoral del Pueblo  y con el general Lázaro Cárdenas por su orientación crítica manifiestas en sus posturas y en sus contenidos.  
Cárdenas mostró apreciación y respeto por la opinión de los integrantes de la revista. Otros tópicos constantes en la revista fueron la defensa de los presos políticos, así como de la Revolución cubana y la difusión de sus logros. 
Su importancia radicó en que concedió voz y reportó las actividades de actores marginados por el resto de la prensa de la época. En la edición de finales de mayo de 1962 señaló a miembros del ejército como los culpables de la muerte de Rubén Jaramillo.
Sus lectores comulgaban con la tarea de encabezar una lucha antiimperialista, lo mismo en el Caribe, África, Asia o América. Por lo tanto estuvo bajo la mirada inquisidora de los gobiernos de Adolfo López Mateos y Gustavo Díaz Ordaz y se identificó como el órgano de coordinación de ayuda y apoyo a los movimientos revolucionarios en México y el mundo.
Intelectuales de distinto orden dieron vida a sus páginas,  entre ellos: Fernando Benítez, Carlos Fuentes Macías, Vicente Lombardo Toledano, Enrique González Pedrero, Carlos Monsiváis Aceves, además de las caricaturas políticas de Eduardo del Río Mario Soto Franco sección cultural, que le causaron escozor a Gustavo Díaz Ordaz y a la clase política. Dio espacio en sus páginas a los ferrocarrileros presos en la prisión de Lecumberri:  Demetrio Vallejo y Valentín Campa.
En el último número de Política su director Manuel Marcué Pardiñas  se despedían con sentimientos encontrados luego de una larga batalla económica  que el gobierno de Díaz Ordaz emprendió contra ellos. El presidente Díaz Ordaz jamás perdonó la ridiculización que la publicación  efectuó durante la campaña electoral de 1964. El fin de la publicación fue resultado natural del encarecimiento de papel y suministros, de la intervención en los asuntos laborales entre sus trabajadores, del bloqueo y retiro de propaganda oficial y privada, con lo cual fue asfixiada.    
Los estudiosos sobre movimientos estudiantiles, coinciden en que Política abono el terreno para la construcción de lectores activistas, que posteriormente darían vida al gran movimiento estudiantil de 1968 en la Ciudad de México.